# Sidney Boldt-Christmas
Pour les articles homonymes, voir Boldt et Christmas.
Sidney Boldt-Christmas est un skipper suédois né le 8 août 1924 à Göteborg et mort le 15 octobre 2016 à Mölndal.

## Biographie
Sidney Boldt-Christmas participe aux Jeux olympiques d'été de 1952 à Helsinki, où il remporte avec Per Gedda et Erland Almkvist la médaille de bronze en classe Dragon. 